# Gitxsan
A Nação Gitxsan (também escrito Gitksan) é um povo indígena do Canadá cujo território de origem compreende a maior parte da área conhecida como Skeena Country em inglês (Git : significa "povo de" e Xsan : significa "o Rio da Névoa"). 
O território dos Gitksan abrange aproximadamente 53,000 km2 (20,000 sq mi) de terra, indo da bacia do rio Skeena superior, desde o Legate Creek até as cabeceiras do Skeena e seus afluentes circundantes. Parte do grupo linguístico Tsimshianic, sua cultura é considerada parte da civilização dos povos indígenas da costa noroeste do Pacífico, embora seu território esteja no interior e não na costa. Eles eram também conhecidos como os Tsimshian do Interior, um termo que também incluía os Nisga'a, os vizinhos do Gitxsan ao norte. Seus vizinhos a oeste são os Tsimshian (também conhecidos como Tsimshian da Costa). Já a leste, estão os Wet'suwet'en, um povo atapascano, com quem têm um relacionamento longo e profundo e uma comunidade política e cultural compartilhada.

## Sociedade e cultura
Gitxsan são uma sociedade matrilinear que consiste nos Clãs Sapo, Águia, Lobo e Erva de Fogo. Cada clã consiste em uma série de Casas independentes (Wilp), cada uma com seu próprio Chefe Supremo, e territórios tradicionais e locais de pesca. O casamento dentro de um clã é proibido. 
Existem aproximadamente 5.000 pessoas vivendo na Colúmbia Britânica, com muitos vivendo no território tradicional de Gitxsan. Muitos também vivem em outros lugares da Colúmbia Britânica, em lugares como Terrace, Smithers e Vancouver, assim como em todo o mundo.
Oitenta por cento das pessoas que vivem nas terras que cercam o Legate Creek até as cabeceiras do Skeena são Gitxsan ("Povo da Névoa do Rio") e evidências arqueológicas sustentam uma habitação contínua de pelo menos 10.000 anos. Sua linguagem tradicional é chamada Gitxsanimaax.
Na reserva de Gitanmaax, perto de Hazelton, existe um museu conhecido como 'Ksan, que exibe um pouco da arte e da história tradicionais e modernas dos Gitksan.

## Título e tratados
Os direitos de título indígena dos Gitxsan e de seus vizinhos, os Wet'suwet'en, foram afirmados pela Suprema Corte do Canadá em sua decisão Delgamuukw, de 1997.
Até o momento, um acordo de tratado entre a Nação Gitxsan e o Governo Federal do Canadá e o Governo Provincial da Colúmbia Britânica não foi alcançado.

## Comunidades
Algumas das aldeias Gitxsan, divididas por dialeto, são:
Dialeto Gitxsan ou Gitxsanimax̱, também conhecidas como tribos falantes do dialeto Gitxsan Oriental em Gigeenix (região leste):
- Old Hazelton (traditional name: Gitanmaax, Gitanmaax Band)
- Kispiox (traditional name: Anspa'yaxw, Kispiox Band Council)
- Glen Vowell (traditional name: Sik-e-Dakh, Glen Vowell Indian Band)

Dialeto Gitsken ou Gitsenimx̱, também conhecidas como tribos falantes do dialeto Gitksan ocidental em Gyeets (região ocidental):
- Gitanyow (anteriormente Kitwancool, Gitanyow Band)
- Gitsegukla (anteriormente: Kitsegeucla, Gitsegukla Indian Band (anteriormente Kitsegugkla))
- Kitwanga (nome tradicional: Gitwangak, Gitwangak Indian Band (anteriormente Kitwanga)) - a comunidade Gitksan de Cedarvale (nome tradicional: Minskinish ou Meanskaniist) pertence como Koonwat Indian Reserve No. 7 ao Gitwangak.

## Gitxsans notáveis
- - Cindy Blackstock
  - Simon Gunanoot
  - Walter Harris
  - Doreen Jensen
  - Judith P. Morgan[3]
  - Billy ThunderKloud
  - Nathaniel P. Wilkerson
  - Jean Virginia Sampare